# Tour des Flandres 1930
Le Tour des Flandres 1930 est la quatorzième édition du Tour des Flandres. La course a lieu le 14 avril 1930, avec un départ à Gand et une arrivée à Wetteren sur un parcours de 227 kilomètres.
Le vainqueur final est le coureur belge Frans Bonduel, qui s’impose en solitaire à Wetteren. Les Belges Aimé Dossche et Émile Joly complètent le podium.

## Monts escaladés
- Tiegemberg
- Quaremont (Nouveau Quaremont)
- Kruisberg
- Edelareberg

## Classement final
|    | Coureur           | Pays     | Équipe             | Temps           |
| -- | ----------------- | -------- | ------------------ | --------------- |
| 1  | Frans Bonduel     | Belgique | Dilecta-Wolber     | 7 h 03 min 00 s |
| 2  | Aimé Dossche      | Belgique | La Nordiste-Wolber | + 9 min 15 s    |
| 3  | Émile Joly        | Belgique | Genial Lucifer     | + 9 min 15 s    |
| 4  | Maurice De Waele  | Belgique | Alcyon-Dunlop      | + 9 min 15 s    |
| 5  | Adolf van Bruaene | Belgique | La Nordiste-Wolber | + 9 min 15 s    |
| 6  | Alfred Hamerlinck | Belgique | La Nordiste-Wolber | + 12 min 55 s   |
| 7  | Hektor van Rossem | Belgique | Alcyon-Dunlop      | + 12 min 55 s   |
| 8  | Julien Vervaecke  | Belgique | Alcyon-Dunlop      | + 13 min 20 s   |
| 9  | Omer Taverne      | Belgique | Oscar Egg-Dunlop   | + 14 min 45 s   |
| 10 | Frans Alexander   | Belgique |                    | + 14 min 45 s   |